# مارتین راندکویست
مارتین راندکویست (زاده ۴ آوریل ۱۹۷۲) باستان شناس سوئدی و دانشیار دانشگاه لودز در لهستان است. تحقیقات او بر عصر برنز، آهن و قرون وسطی اسکاندیناوی متمرکز است. این تحقیقات شامل حفاری های قابل توجهی در استان اوستریوتلاند است.
راندکویست مکان های مختلفی را در سوئد، به ویژه در جنوب این کشور مورد مطالعه و کاوش قرار داده است. در سال‌های ۲۰۰۳ و ۲۰۰۴، او اثری سه جلدی منتشر کرد که به عنوان پایان‌نامه دکترای او محسوب می‌شد
راندکویست از سال ۱۹۹۲ در باستان شناسی کار کرده است، از جمله پست های تحقیقاتی و سخنرانی در دانشگاه های Exeter, Chester, Linnaeus و Tallinn. او دو دهه به عنوان سردبیر مجله Fornvännen، مجله ای در باستان شناسی و هنر قرون وسطی، و نویسنده وبلاگ Aardvarchaeology، که بنیاد آموزشی جیمز رندی آن را "پرخواننده ترین وبلاگ باستان شناسی در اینترنت" نامید، گذراند. راندکویست به مدت چهار سال به عنوان رئیس انجمن شکاکان سوئد خدمت کرد و مجله فصلنامه Folkvett را ویرایش کرد.